# 锡安门
锡安门（希伯來語：‎, Shaar Zion），又名大卫门（阿拉伯语：‎，Bab An-nabi Daoud；希伯來語：‎）是耶路撒冷旧城的一座城门. 锡安门由苏莱曼大帝兴建于1540年，因为正对南面的锡安山而得名。之所以称为大卫门，是因为大卫墓位于锡安山。
锡安门位于旧城的南侧，面对锡安山和希伯伦，城门内是亚美尼亚区和犹太区。 
1948年5月13日，最后一支英国军队撤出耶路撒冷，将锡安门的钥匙交给犹太领袖莫迪凯·万家顿（Mordechai Weingarten）。随后爆发的第一次中东战争期间，帕拉玛赫在锡安门为争夺犹太区控制权的战斗归于失败，今天仍可看见当时留下的密集弹痕。锡安门和耶路撒冷旧城处于约旦控制之下，而锡安山由以色列统治。此后锡安门一直关闭，直到1967年六日战争后才重新开放。
锡安门下路面的大卫之星，是由建筑师什洛莫·阿伦森设计。
行人和车辆都可以通过锡安门，但是机动车通行困难，因为这条L形通道的宽度只能勉强通过一辆汽车。直到最近，才有通过此门的双向车道。今天，汽车可以出门，但不可通过该门进入老城（有“不得进入”标志）。  
31°46′22.3″N 35°13′45.7″E / 31.772861°N 35.229361°E